# Поклевский-Козелл, Альфонс Фомич

Герб, к которому относился род Козелло-Поклевские.

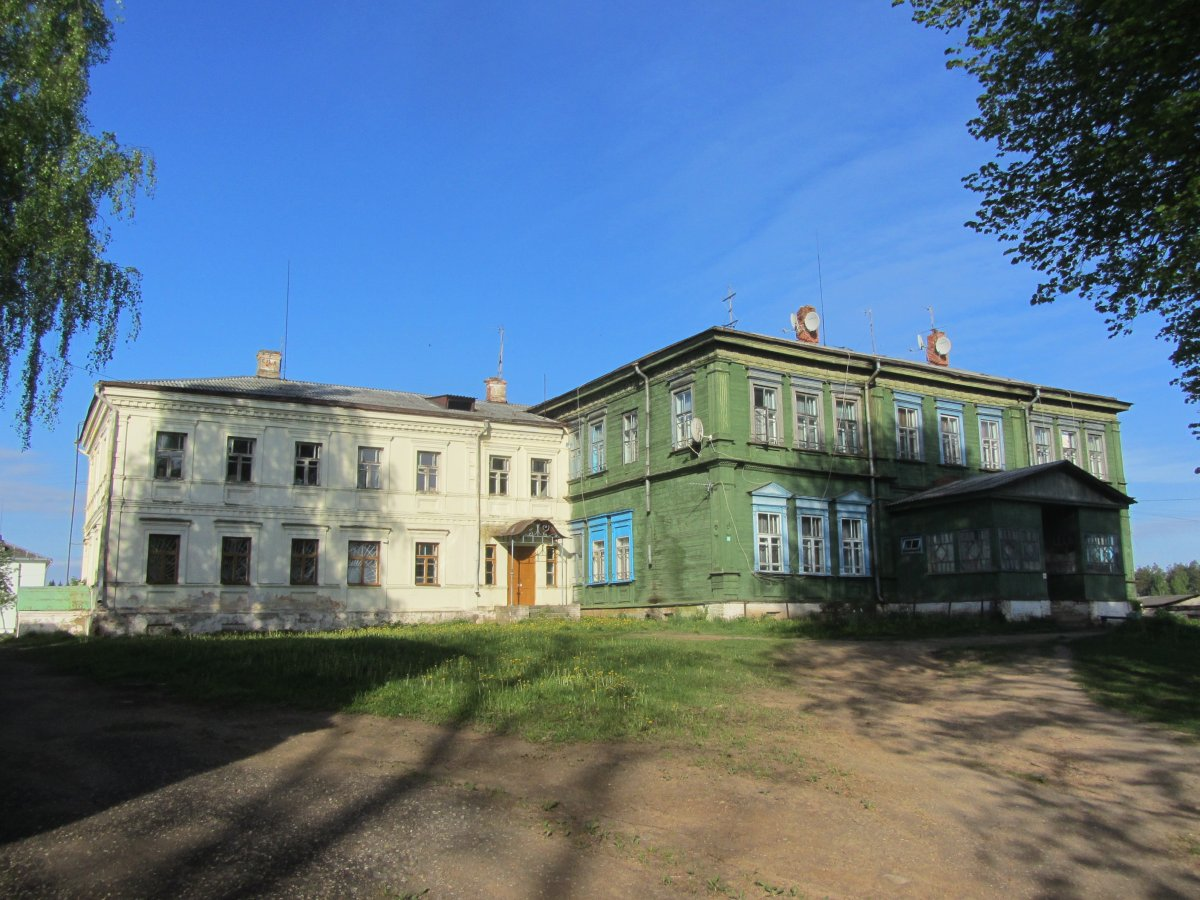
Имение Поклевских-Козелл в Быковщине

Альфо́нс Фоми́ч Покле́вский-Ко́зелл (рус. дореф. Альфонсъ Ѳомичъ Поклевскій-Козеллъ; 1809 или 1810, Быковщина, Витебская губерния — 28 августа [9 сентября] 1890, Быковщина, Витебская губерния) — российский предприниматель, тюменский I гильдии купец (виноторговец, горно- и золотопромышленник; один из основателей асбестовой промышленности на Урале и первого пароходства на реках Западной Сибири), статский советник. Представитель литовского дворянского рода Козелло-Поклевских.

## На государственной службе
Альфонс Фомич Поклевский-Козелл родился дворянской семье в 1809 или 1810 году в имении Быковщина Ветринской волости Лепельского уезда Витебской губернии, ныне деревня входит в Ветринский сельсовет Полоцкого района Витебской области Республики Беларусь.
Окончил Полоцкое высшее пиарское училище и продолжил образование в Виленском университете, но его не окончил из-за Польского восстания в ноябре 1830 года.
Поступил на службу в ведомство Государственного контроля по департаменту морских отчётов в Санкт-Петербурге. В 1831 году он перевёлся в Астраханскую казённую палату по отделению казначейства помощником столоначальника. В этом же году произведён в канцеляристы. В 1832 году ему присвоен чин коллежского регистратора. В 1833 году исполнял обязанности столоначальника хозяйственного отделения, но и служба в Астрахани не открывала для него особенных перспектив.
В связи с восстанием 1830 года в Польше в столице трудно строить свою карьеру энергичному белорусскому дворянину римско-католического вероисповедания. Хотя в 1837 году он и получил благодарность «за отлично-усердную службу» от министра финансов Е. Ф. Канкрина, всё же решил навсегда связать свою судьбу с Сибирью.
В 1834 году Альфонс Фомич перешёл в канцелярию Томского губернского управления, а через год получил назначение секретарём местной губернской строительной комиссии. Его карьера и здесь оказалась недолгой. Уже в 1835 году он служит в департаменте исполнительной полиции МВД, а ещё через год Альфонс Фомич перевёлся по собственному желанию в штат Петербургской казённой палаты помощником винного пристава питейных магазинов, а вскоре и чиновником особых поручений. В 1836 году принят на службу в штат генерал-губернатора Западной Сибири П. Д. Горчакова (город Тобольск, с 1839 — Омск).
В 1841 году он произведён в коллежские секретари «со старшинством», в 1845-м — назначен чиновником особых поручений при Главном Управлении Западной Сибири, а 4 мая 1845 года получил чин титулярного советника «со старшинством». В 1847 году заслуги Альфонса Фомича были отмечены орденом Святого Станислава III степени. В 1849 году получает чин коллежского асессора и в 1850 году награждён знаком отличия за 15 лет беспорочной службы. Через два года «предприниматель взял верх над чиновником». Надворный советник Альфонс Фомич подал прошение об увольнении со службы, и 10 (22) февраля 1853 года оно было удовлетворено.

## Предпринимательская деятельность

### Судовладелец
В 1843 году, будучи чиновником особых поручений при Главном Управлении Западной Сибири по финансовой части, купил у купца 1-й гильдии Никиты Фёдоровича Мясникова спущенный в 1838 году в Тюмени пароход «Основа» и привилегию на учреждение судоходства по озеру Байкал и рекам Оби, Тоболу, Иртышу, Енисею, Лене и их притокам. Модернизировал «Основу» и в 1845 году совершил первый рейс в Тобольск. В 1846 году вместе с тюменским купцом Н. Ф. Швецовым Поклевский-Козелл открывает первое судоходное предприятие в Сибири «Пароходство А. Ф. Поклевского-Козелл и К°».
Поклевский-Козелл открыл 2 торговых дома (в Тюмени и Томске, на концах трассы длиной 1600 км) и занимался поставкой провианта, зерна, муки для армии и работников предприятий. Поклевский-Козелл лидировал в перевозке грузов на Оби до конца 1850-х годов, временами предоставляя свои суда для бесплатной перевозки административных польских ссыльных.
После отставки экс-чиновник полностью уходит в предпринимательство, вкладывает солидные средства в судостроение.
В 1856 году на Екатеринбургском заводе англичанами Петром Васильевичем Гаксом и Гектором Ивановичем Гуллетом для него была изготовлена паровая машина в 100 лошадиных сил, которую установили на «деревянном судне новой и красивой конструкции», построенном в Тюмени. Тогда же с суднами «Основа» и «Иртыш» вошёл в компанию «Опыт», а в 1860 году, получив свою долю, — вышел из неё. В том же году приобрёл новый 120-сильный пароход, но в конце 1860-х годов оставил судоходный бизнес.

### Водочный король Зауралья

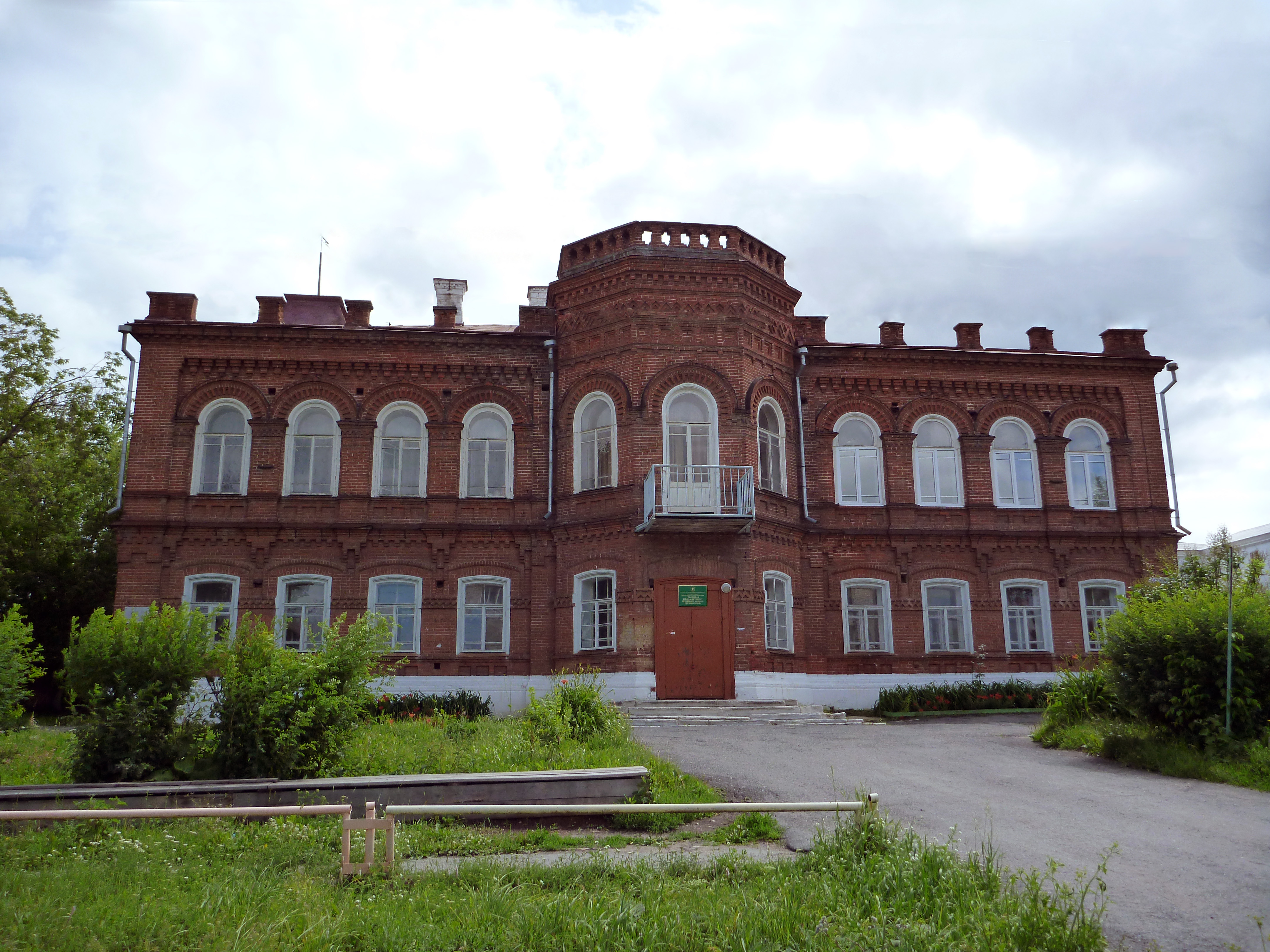
Дом Поклевских-Козелл в Талице

Казённый Талицкий винокуренный завод к концу 1850-х годов пришёл в совершеннейший упадок, так как производство замедлялось, не было оборудования, здание ветшало. Казна продала его в 1869 году Альфонсу Фомичу за небольшую сумму. С тех пор Талицкие заводы стали крупными капиталистическими предприятиями, а их хозяева — монополистами питейной работы. В крепостной Екатеринбургской нотариального архива книге по Камышловскому уезду за 1899 год имеется такая запись: «каменные заводы: винокуренные, ректификационный и винокуренно-дрожжевой с мельницей и солодовней, подвалами, жилыми домами и другими постройками, состоящими на казённой земле Камышловского уезда в Талицком заводе, приобретённые А. Ф. Поклевским-Козелл от казны… 13 июня 1869 года, оцениваемые в 363 тысячи 300 рублей». В этом же 1869 году Поклевский-Козел приобрёл ещё один винокуренный завод в селе Ертарском за 22 тысячи рублей — каменную винницу с водяной мельницей, плотинами, жилыми домами, разными заведениями и хозяйственными постройками. Через некоторое время он переделал винницу в стеклоделательный завод, который стал снабжать его винокуренное производство стеклянной посудой. За десять лет Альфонс Фомич оказался владельцем восьми винокуренных заводов и связанных с ним производств. Скупал по дешёвке. Прежним хозяевам выгоднее было продать свои заводы, чем терпеть от них убытки. Скупая, новый хозяин энергично переоборудовал заводы, налаживал современное производство. Местом жительства он выбрал Талицу. В 1859 году купил небольшой домик за 300 рублей у местной жительницы, в 1862 году — более приличный за 1 800 рублей, в котором и поселился вместе с семьёй. Прожил в нём до самой своей кончины. Сын его Викентий, продолжая дело отца, тоже остался в Талице, переселившись в новый, отстроенный им дом, сохранившийся до наших дней.
Село Талицкое чаще называли винным городком. Перед Первой мировой войной Талицкие заводы вырабатывали ежегодно более 800 тысяч вёдер спирта, до 800 тысяч вёдер пива и около 13 тысяч пудов дрожжей. Пиво производилось разных сортов: венское, народное, столовое, экспедиционное, баварское, русское, «Экспорт». Цена его на Ирбитской ярмарке была невысокой: венское 1 рубль 80 коп., баварское 1 рубль 50 коп., русское 1 рубль 10 коп. за ведро (20 бутылок). Большинство сортов вина и пива имели выставочные золотые медали, отображённые на этикетках.
В 1883 году началось строительство участка Транссибирской магистрали Екатеринбург — Тюмень. Ход ветки планировался вблизи деревни Луговая. Однако, Альфонс Фомич, используя связи в правительственном сенате, для удобства доставки сырья и отгрузки продукции со своего Талицкого винокуренного завода, добился изменения проекта, и станцию перенесли на двести первую версту от Екатеринбурга. При станции появились так называемые «выселки Поклевского». Затем, уже в начале XX века, посёлок переименовали в Свято-Троицкий, а после революции посёлок стал просто Троицким. Станция Поклевская сохраняла имя своего основателя вплоть до 1963 года, когда была переименована в станцию Талица.

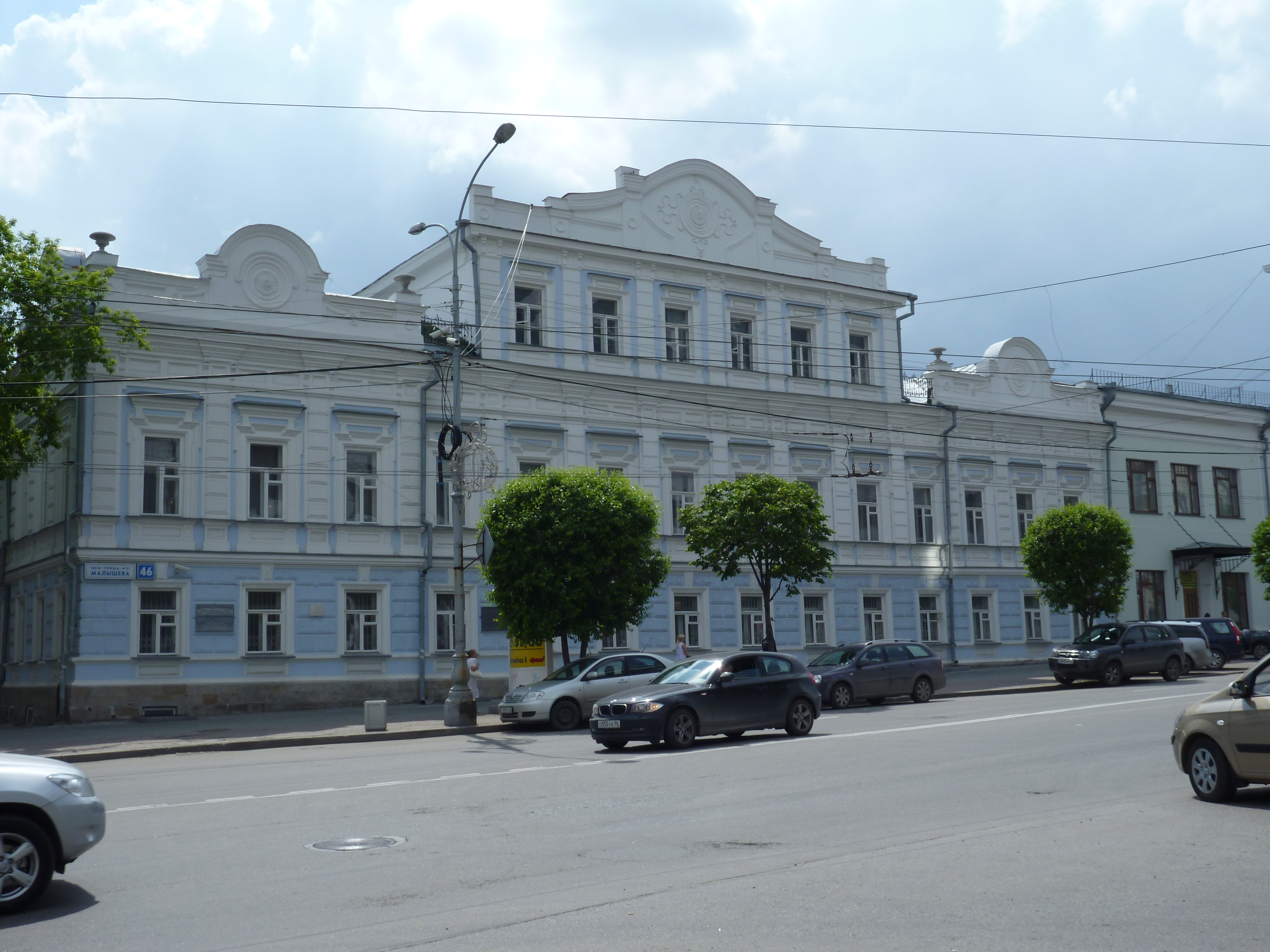
Дом Поклевских-Козелл в Екатеринбурге

Благотворительная деятельность Альфонса Фомича оказала значительное влияние на развитие культуры, просвещения, здравоохранения края. Он жертвовал большие средства на организацию и содержание больниц, школ, гимназий, библиотек. В Талице на свои средства построил и содержал полностью здание мужского училища, а после его преобразования в Министерское двухклассное училище ежегодно выделял на его содержание до 2-х тысяч рублей. По решению Камышловского уездного земства, которое не раз объявляло ему благодарность, был изготовлен портрет Альфонса Фомича и вывешен в здании школы. Содержал он и женскую школу. Оказывал существенную помощь в строительстве и содержание больницы, аптеки, лесной школы. Альфонс Фомич послужит Мамину-Сибиряку прототипом для некоторых героев: Ляховский (роман «Приваловские миллионы») и Майстабровский («Хлеб»). Последний показан не только как крупный делец, но и как интеллигент, аристократ, прекрасный семьянин и гуманный человек в личных отношениях.
Как ревностный католик являлся инициатором и участником строительства пяти костёлов: омского, екатеринбургского, томского, тобольского и пермского. Он был награждён орденом Святого Иоанна Иерусалимского Папой Римским Львом XIII.
Альфонс Фомич Поклевский-Козелл умер 28 августа (9 сентября) 1890 года в возрасте 80 лет в имении Быковщина Ветринской волости Лепельского уезда Витебской губернии, ныне деревня входит в Ветринский сельсовет Полоцкого района Витебской области Республики Беларусь. Все имения на этот период оценивались в 1 595 238 рублей 55 копеек. В Ирбитском ярмарочном листе за 1891 год современник отмечал: «По своему положению, значению, влиянию это была выдающиеся личность, громкая не только в нашем крае, но — без преувеличения сказать можно — и во всей России».

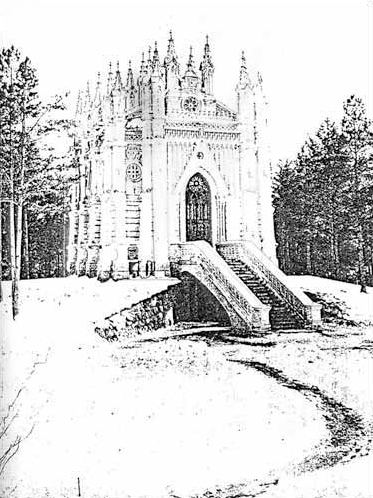
Памятник-каплица над могилой Альфонса Поклевского-Козелл.

Похоронен в имении. Его родным пришлось долго просить разрешения на возведение памятника-каплицы над его могилой. В 1893 году его вдова Анжелика Поклевская–Козелл просила об этом Витебского губернатора. Лишь через год было дано разрешение, с условием, что богослужения в каплице производиться не будут. В 1900 году был построен костел-каплица, и сын Альфонса Фомича Альфонс Альфонсович просил у губернатора разрешения проводить в нём поминальные обряды. В 1901 году епископ Полоцкий и Витебский Тихон обратил внимание властей на то, что изначально планировавшаяся каплица превратилась в самый настоящий костёл, высотой более 14 метров, длиной 11 метров и шириной 12 метров, со скамейками внутри на 50 мест. Обращалось внимание, что костёл в местности населённой в основном православным населением, воссоединенным из унии и не достаточно ещё окрепшим в православии, может быть использован для постоянного использованию для богослужений и иметь для православия вредное влияние. Тем не менее, разрешение было дано с оговорками о запрете всяческих богослужений, а также на посещение костёла местными православными крестьянами. После 1935 года храм был разобран для строительства школы. Из гробов, которые хранились в подземной части костёла, ссыпали останки в один гроб, вывезли в деревню Старухи и закопали. От храма сейчас почти ничего не осталось. В бывшей усадьбе Козелл-Поклевских с 1956 года размещается Ветринская школа-интернат. В настоящее время жилой дом, флигель, хозяйственные постройки, подземная часть фамильного склепа, парк взяты под защиту государства как памятники архитектуры и паркового хозяйства панской усадьбы XIX века (Усадьба Козелл-Поклевских (Быковщина) (бел. Сядзібна-паркавы ансамбль Козел-Паклеўскіх (Быкаўшчына))).

## Награды и звания, чины
- Статский советник, 1878 год
- Орден Святого Станислава I степени, 1883 год
- Орден Святого Станислава III степени, 1847 год
- Орден Святого Иоанна Иерусалимского, от Папы Римского Льва XIII[5]

## Семья

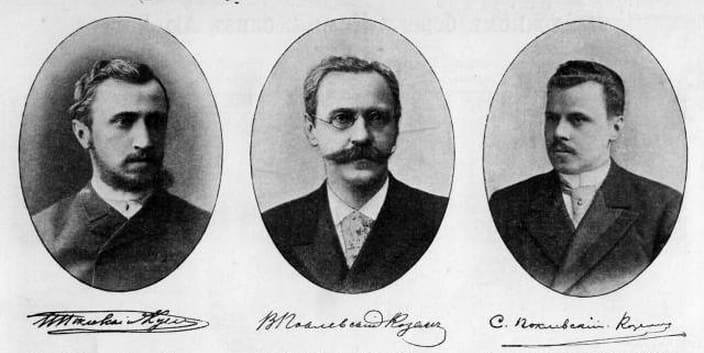
Сыновья Иван, Викентий и Станислав.

- Отец Томаш (Фома Игнатьевич) Козелл-Поклевский, мать Анна (урожд. Спинк)
  - Брат Викентий (?—1863),
  - Сестра Франциска (в замужестве Мисуно)
- Жена Анжелина Иосифовна (урожд. Рымша, 1830—1901).
- Шестеро детей[6]:
  - Альфонс (1851—1916),
  - Викентий-Станислав (1853—19 августа 1929),
  - Анна-Антонина (1860—5 (18) декабря 1908 года), муж Антон Егорович Ризенкампф (25 апреля (7 мая)  1849 года—13 (26) сентября 1919 года); в 1884 году в качестве приданого дал 400000 рублей (серебром).
  - Иосиф-Казимир (1862—1925),
  - Иван (1864/65—1925),
  - Станислав (1868—1939)
- Двоюродный брат Иосиф Иванович Поклевский-Козелл (?—1915)[7]

## В культуре
- Черты Альфонса Поклевского-Козелла угадываются в характере Стабровского из романа Дмитрия Мамина-Сибиряка «Хлеб» (отчасти напоминает Ляховского из «Приваловских миллионов»).[8].